# Воздвиженка (Пономарёвский район)
Воздвиженка — село в Пономарёвском районе Оренбургской области. Административный центр Воздвиженского сельсовета. Население — 538 человек.

## География
Находится на левом берегу Дёмы, через село протекают её притоки Купырка, Сухая Лощина, Кормяжка. Недалеко от северо-западной окраины села находится село Кирсаново.
Вдоль южной окраины Воздвиженки проходит автодорога Р239 «Казань — Оренбург — граница с Казахстаном». От села на юг отходит тупиковая дорога к селу Романовка.

## История
Село является первым русским селом в районе: основано переселенцами из Тамбовской губернии в 1807 году. Основателем деревни был старшина (садчик) переселенцев Никита Скороваров. Сначала деревня называлась Скороваровкой, а после смерти её основателя — Никитино. После основания Нового Никитино (ныне в Александровском районе) село Никитино стало называться Старое Никитино. Это название сохранилось до середины XIX века, а затем село было названо Воздвиженкой.
В 1828 году в селе поселилась большая группа переселенцев из Рязанской губернии во главе с Матвеем Докучаевым, Егором Михиным и братьями Черных. Получив согласие жителей села, прибывшие переселенцы приступили к строительству домов. Но через год, в 1829 году, казённая палата объявила этим переселенцам, что они будут выселены из села. Сельский сход решил просить казённую палату не выселять только что обосновавшихся переселенцев. Отставной солдат Перехожев, единственный грамотный человек из местных жителей, составил прошение, чтобы не выселять поселившихся крестьян. Но это не помогло — часть крестьян из числа новой группы переселенцев все же были высланы в Пономарёвку, основанную в 1809 году.